# Pinanga glauca
Pinanga glauca är en enhjärtbladig växtart som beskrevs av Henry Nicholas Ridley. Pinanga glauca ingår i släktet Pinanga och familjen Arecaceae.
Artens utbredningsområde är Sumatera. Inga underarter finns listade i Catalogue of Life.